# Ekeskogs distrikt
Ekeskogs distrikt är ett distrikt i Töreboda kommun och Västra Götalands län. 
Distriktet ligger söder om Töreboda. 

## Tidigare administrativ tillhörighet
Distriktet inrättades 2016 och utgörs av socknen Ekeskog i Töreboda kommun.
Området motsvarar den omfattning Ekeskogs församling hade vid årsskiftet 1999/2000.